# Friedrich von Gilsa
Friedrich Wilhelm von Gilsa (* 16. April 1808 in Kassel; † 2. Juni 1886 in Gilsa) war ein preußischer Generalmajor.

## Leben

### Herkunft
Er war der Sohn des Georg Ludewig Eitel von Gilsa (1775–1812), westfälischer Oberst und Kommandeur des 1. Kürassierregiments. Seine Mutter war  Clementine, geborene von Cronenberg (1774–1832).

### Militärkarriere
Gilsa absolvierte das Gymnasium in Marburg und wurde am 1. April 1825 als einfacher Schütze in der 3. Schützen-Abteilung der Preußischen Armee in Wetzlar angestellt. Er schlug eine Offizierslaufbahn ein, wurde am 17. September 1827 zum Sekondeleutnant befördert und war als solcher ab dem 20. Oktober 1833 Adjutant der ebenfalls in Wetzlar stationierten 4. Schützen-Abteilung. Daran schloss sich ab 7. April 1842 eine Verwendung als Adjutant beim Gouvernement Luxemburg an. Am 28. Mai 1842 folgte seine Beförderung zum Premierleutnant. Unter Belassung in seiner Stellung als Adjutant wurde Gilsa am 24. April 1845 zur 8. Jäger-Abteilung versetzt. Aus dieser Abteilung formierte sich das 8. Jäger-Bataillon, in dem Gilsa ab 12. November 1848 als Hauptmann und Kompaniechef tätig war. Mit dem Bataillon war er an der Niederschlagung der revolutionären Unruhen in Iserlohn beteiligt. Im Anschluss daran wurde das Bataillon in den Südwesten verlegt und nahm hier während der Badischen Revolution an den Kämpfen gegen Aufständische bei Philippsburg, Waghäusel, Durlach, Bischweier und Kuppenheim teil. Dafür wurde Gilsa mit dem Roten Adlerorden IV. Klasse mit Schwertern ausgezeichnet.
Mit seiner Beförderung zum Major am 15. März 1853 wurde Gilsa Kommandeur des 8. Jäger-Bataillons. Nachdem er das Kommando an seinen Nachfolger Max von Witzleben übergeben hatte, erhielt Gilsa am 11. August 1857 das Kommando über das Füsilier-Bataillon des 26. Infanterie-Regiments in Magdeburg. In dieser Stellung am 22. Mai 1858 zum Oberstleutnant befördert, war Gilsa ab 14. Juni 1859 für die Dauer des mobilen Verhältnisses anlässlich des Sardinischen Krieges Kommandeur des 26. Landwehr-Regiments. Unter Stellung à la suite wurde er am 8. Mai 1860 mit der Führung des 36. Infanterie-Regiments beauftragt und mit der Beförderung zum Oberst am 1. Juli 1860 zum Regimentskommandeur ernannt.
Gilsa nahm bereits am 18. August 1860 seinen Abschied, der ihm mit der gesetzlichen Pension bewilligt wurde, um sein gleichnamiges Gut bewirtschaften zu können. Er erhielt dabei die Erlaubnis zum Tragen seiner Armeeuniform. Außerdem wurde ihm am 14. September 1878 noch der Charakter als Generalmajor verliehen.

### Familie
Gilsa hatte sich am 25. Mai 1839 in Wetzlar mit Friederike Freiin von Wittgenstein (1817–1906) verheiratet. Aus der Ehe gingen folgende Kinder hervor:
- Felix (1840–1916) ⚭ Bertha Howard von Sanders (1855–1935)[1]
- Moritz (1841–1909), preußischer Generalleutnant ⚭ Agnes Freiin von Cramer (* 1842)
- Friedrich (1848–1884), preußischer Oberstleutnant ⚭ Pauline Aprath (* 1854)
- Marie (* 1850)
- Elisabeth (* 1853)
- Luise (* 1856) ⚭ Dr. Hermann Lorent